# Royal Harwood Frost
| Planetoida | Data odkrycia    |
| ---------- | ---------------- |
| (505) Cava | 21 sierpnia 1902 |

Royal Harwood Frost (ur. 25 lutego 1879 w Salem, Massachusetts, zm. 11 maja 1950) – amerykański astronom.

## Życiorys
W latach 1896–1908 był asystentem Edwarda Pickeringa w obserwatorium na Uniwersytecie Harvarda. Od 1902 do 1905 pracował na stacji obserwacyjnej w Arequipie w Peru, wykorzystując 24-calowy refraktor. 21 sierpnia 1902 odkrył tam planetoidę (505) Cava. Kontynuował badania nad obiektami mgławicowymi rozpoczęte przez DeLisle Stewarta. Odkrył 453 obiekty, które znalazły się w wydanym w 1908 roku IC II – drugim suplemencie do New General Catalogue. W 1926 otrzymał od Uniwersytetu Harvarda propozycję wyjazdu do Obserwatorium Boydena w Bloemfontein w Afryce Południowej, dokąd przewieziono pracujący wcześniej w Arequipie refraktor, lecz Frost odmówił. Zamiast tego zajął się prowadzeniem farmy w Tingo w Peru. Później powrócił do USA do Fort Worth w Teksasie, gdzie pracował dla firmy naftowej, zajmując się księgowością. Następnie przeprowadził się do Shreveport w Luizjanie. Zmarł 11 maja 1950.